# أندرو تايلور (لاعب كرة الماء)
أندرو تايلور (بالإنجليزية: Andrew Taylor)‏ هو لاعب كرة الماء أسترالي، ولد في 26 سبتمبر 1963.

## وصلات خارجية
- أندرو تايلور على موقع أوليمبيديا (الإنجليزية)